# Pic à cou rouge
Campephilus rubricollis
Espèce
Statut de conservation UICN

 LC  : Préoccupation mineure
Le Pic à cou rouge (Campephilus rubricollis) est une espèce d'oiseaux de la famille des Picidae. 

## Répartition
Son aire s'étend sur l'Amazonie et le plateau des Guyanes.

## Sous-espèces
D'après la classification de référence (version 4.4, 2014) du Congrès ornithologique international, cette espèce est constituée des sous-espèces suivantes (ordre phylogénique) :
- Campephilus rubricollis rubricollis (Boddaert, 1783) ;
- Campephilus rubricollis trachelopyrus (Malherbe, 1857) ;
- Campephilus rubricollis olallae (Gyldenstolpe, 1945).